# Gustav von Kessel (General, 1760)
Gustav Friedrich Gottlob von Kessel (* 18. November 1760 auf Klein-Elguth, Kreis Oels; † 18. September 1827 in Berlin) war ein preußischer Generalleutnant und zuletzt Kommandeur des Invalidenhauses in Berlin.

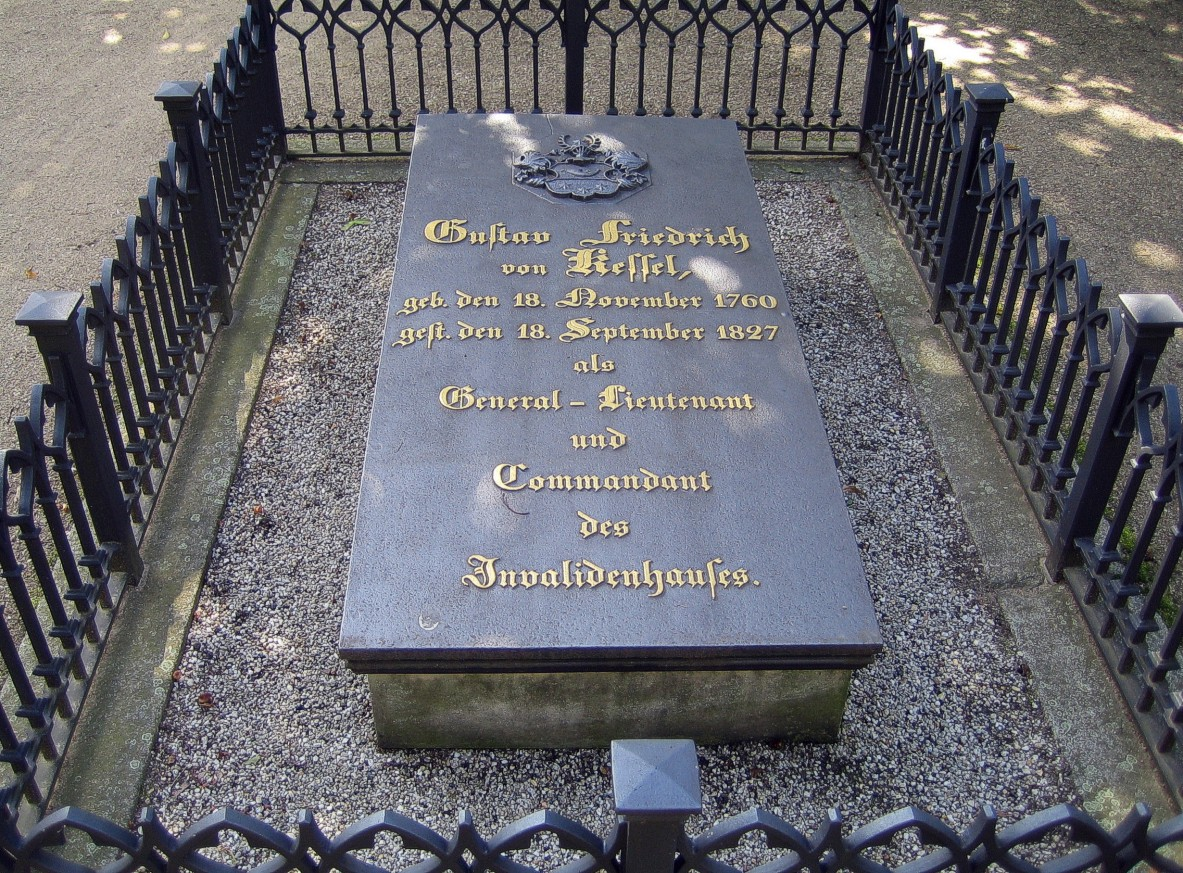
Grabmal im Kreuz der Hauptwege des Berliner Invalidenfriedhofs

## Leben

### Herkunft
Seine Eltern waren Ernst Moritz von Kessel (1706–1767) und dessen Ehefrau Helene Friederike, geborene von Tschirschky (* 1717) aus dem Haus Prostram. Sein Vater war Herr auf Ober-Schönau sowie Landesdeputierter des Kreises Oels.

### Militärlaufbahn
Kessel kam im Jahr 1770 als Page an den Hof des Fürsten Friedrich Johann Karl von Carolath-Beuthen. Von dort ging er in preußische Dienste und kam so am 12. Februar 1776 als Gefreitenkorporal in das Infanterieregiment „von Stechow“. Mit diesem nahm er am Bayrischen Erbfolgekrieg teil. Bei einer Parade fiel er mit seiner Größe dem König auf und daher wurde er am 24. März 1780 zum I. Bataillon der Garde versetzt. Dort avancierte Kessel bis November 1787 zum Sekondeleutnant. Im Ersten Koalitionskrieg kämpfte er bei den Belagerungen von Mainz und Landau sowie im Gefecht bei Trippstadt. Am 21. Februar 1795 wurde er zum Premierleutnant befördert.
Als Stabskapitän war er zunächst Führer der Leibkompanie und wurde am 1. März 1799 mit der Beförderung zum Kapitän zum Kompaniechef ernannt. Am 9. Oktober 1800 wurde er zum Major befördert. Im Vierten Koalitionskrieg kämpfte Kessel in der Schlacht bei Auerstedt, machte den Rückzug bis Prenzlau mit, wo er in Gefangenschaft geriet und inaktiv gestellt wurde. Am 23. April 1807 wurde er ausgetauscht und kam wieder zur reorganisierten Garde. Am 18. März 1808 wurde er zum Kommandeur des 1. Garde-Regiments zu Fuß ernannt. In dieser Stellung stieg er im Mai 1809 zum Oberstleutnant und erhielt für seine Erfolge bei der Ausbildung der neuen Gardisten am 15. Juli 1811 ein Geschenk von 1000 Talern. Am 8. Februar 1812 avancierte Kessel mit Patent vom 20. Februar 1812 zum Oberst. Am 20. Januar 1813 wurde er von seiner Stellung als Regimentskommandeur entbunden und mit einem Gehalt von 2000 Talern mit der Wahrnehmung der Geschäfte als Kommandant von Potsdam beauftragt.
Am 17. Februar 1813 wurde er zum Generalmajor befördert. Am 7. März 1813 wurde Kessel mit Bildung von zwanzig Reservebataillonen beauftragt, am 1. Juli 1813 erhielt er nochmal einen Auftrag, dieses Mal ging es um vier Reservebataillone in Oberschlesien. Zudem wurde er Inspekteur von acht Garnisonsbataillonen und am 16. September 1813 Kommandant von Breslau. Am 28. August 1814 wurde er dann als Kommandant von Potsdam zurückversetzt. Am 2. Dezember 1815 wurde er schließlich zum Inspekteur der Landwehr im Regierungsdepartement Breslau. In Anerkennung seiner Dienste erhielt Kessel am 5. März 1816 das Eiserne Kreuz am weißen Bande. Außerdem wurde er am 30. März 1817 zum Generalleutnant befördert und am 6. Mai 1819 zum Kommandeur des Invalidenhauses ernannt. Dazu erhielt er vom König eine Zulage von 2000 Talern. Das Haus hatte in den Befreiungskriegen viel gelitten und Kessel machte sich nun an die Arbeit es wieder in einen guten Zustand zu versetzen; dafür erhielt er vom König 5500 Taler. Im Jahr 1825 erhielt er ferner das Dienstkreuz und am 28. Februar 1826 den Roten Adlerorden I. Klasse mit Eichenlaub. Er starb am 18. September 1827 in Berlin und wurde auf dem Invalidenfriedhof beigesetzt.

### Familie
Er heiratete am 28. März 1799 in Potsdam Angelike Schock (1778–1857), eine Tochter des Direktors Schock. Das Paar hatte mehrere Kinder:
- Auguste Johann Albertine (1800–1872) ⚭ Albert von Othegraven (1798–1866), preußischer Generalmajor
- Adolf Wilhelm Gustav (1803–1813)
- Emil Friedrich Moritz (1804–1870), preußischer Generalmajor ⚭ 1844 Julie Elisa von und zum Canstein (1808–1895), verwitwete Buddenbrock, Eltern des Generaloberst Gustav von Kessel
- Pauline Angelika Felicia (1805–1874) ⚭ Hermann von Blankenburg († 1854) auf Zimmerhausen und Küssow
- Helene Charlotte Luise (1810–1890), Stiftsdame in Ballenstedt am Harz
- Gustav Ernst Ferdinand Ludwig (1811–1885), Major a. D. im 1. Garde-Regiment zu Fuß ⚭ Antonie Emma Caroline von Schlicht (* 1830)
- Marianne Luise Wilhelm (* 1812) ⚭ 1842 Graf Karl Ludwig August Franz von der Osten (1803–1895), Herr auf Plathe (Kreis Regenwalde)
- Adolfine Friederike Alexandrine Wilhelmine (* 1815) ⚭ Otto Heinrich Julius von Rohr († 1845) auf Hohenwulsch (Kreis Stendal), Eltern von Kurt von Rohr
- Wilhelm Gustav Adolf (1816–1826)
- Bernhard Alexander Heinrich (1817–1882), preußischer General der Infanterie ⚭ 1866 Magarethe Bodine von Kessel (1848–1878)